# Seattle Redhawks
A Seattle Redhawks a Seattle-i Egyetem sportcsapatait összefogó, a National Collegiate Athletic Association I-es divíziójában, a Western Athletic Conference tagjaként játszó sportegyesület. Válogatott sportágaik közé tartoznak a férfi baseball, kosárlabda, terepfutás, golf, labdarúgás, úszás, tenisz és atlétika, valamint a női kosárlabda, terepfutás, golf, evezés, labdarúgás, softball, úszás, tenisz, atlétika és röplabda.

## Története
Az egyesület 1950 és 1971 között az NCAA I-es divíziójában függetlenként játszott, majd a West Coast Athletic Conference (ma West Coast Conference) tagja lett. Nagyobb figyelmet az 1952 eleji, Harlem Globetrotters elleni győzelmükkel szereztek. A kosárlabdacsapatot vezető Eddie és Johnny O’Brient az Associated Press és a United Press International a legjobb játékosokat tömörítő All-Americans tagjává választotta. Eddie O’Brien később a kosárlabdacsapat vezetőedzője és a sportegyesület atlétikai igazgatója is volt.
1953-ban Patricia Lesser a női egyetemi golfbajnokság győztese lett. Az egyetem vezetősége 1980 márciusában pénzügyi okokból az egyesület megszüntetését fontolgatta, végül két hónappal később önként a kisebb egyesületeket tömörítő National Association of Intercollegiate Athleticsbe léptek át.
2000-ben nevük Chieftainsről Redhawksra változott. 2001-ben újra az NCAA tagja lettek, ahol kezdetben a III-as, 2002 és 2009 között pedig a II-es divízióban szerepeltek. A 2009–10-es tanévben több I-es divízióbeli csapat ellen is játszottak. Ugyan ezek mind konferenciafüggetlenek voltak, a Redhawks reménykedett, hogy újra a West Coast Conference tagja lehet. Egy ideig a Big Sky Conference tagjaként játszottak, végül a 2012–13-as tanévtől az NCAA I-es divíziójába kerültek.
Az NCAA 2010 és 2014 közötti átalakítása miatt a West Coast Conference (WAC) sok tagja elhagyta a konferenciát. 2012 júliusában a Redhawks néhány sportág kivételével elfogadta a tagságra irányuló felkérést (a WAC sportágai között nem szerepelt az evezés, illetve 2013 előtt a férfi úszás és a férfi műugrás sem). Stephanie Verdoia női labdarúgó kétszer is a WAC Év Játékosa lett.
2018-ban a Connolly Komplexumot Redhawks Centrumra nevezték át, mivel a névadó Thomas Connolly érsek részt vállalt egy pedofil pap 1960-as évekbeli ügyének eltitkolásában.

## Fordítás
- Ez a szócikk részben vagy egészben  a   Seattle Redhawks című angol Wikipédia-szócikk ezen változatának fordításán alapul.  Az eredeti cikk szerkesztőit annak laptörténete sorolja fel. Ez a jelzés csupán a megfogalmazás eredetét és a szerzői jogokat jelzi, nem szolgál a cikkben szereplő információk forrásmegjelöléseként.